# 16. korpus (Avstro-Ogrska)
16. korpus (izvirno nemško 16. Korps) je bil korpus avstro-ogrske kopenske vojske, ki je bil aktiven med prvo svetovno vojno.

## Zgodovina
Ob pričetku prve svetovne vojne je bil korpus zadolžen za področje Dalmacije in obmejnih predelov Bosne in Hercegovine. Sodeloval pa je v bojih na soški fronti.
Naborni okraj korpusa je obsegal: Mostar, Sinj, Nadomestni okraj vojne mornarice Šibenik (Kriegsmarineergänzungsbezirk Sebenico) in dele Nadomestnega okraja domobranstva Kaštel Novi (Landwehr-Ergänzungsbezirk Castelnuovo).

## Organizacija
April 1914
- 18. pehotna divizija
- 47. pehotna divizija
- 5. gorskostrelska brigada
- 3. gorska artilerijska brigada
- 16. oskrbovalna divizija

## Poveljstvo
Poveljniki (Kommandanten)
- Alexander von Württemberg: maj - julij 1859
- Karl Fanta: oktober 1909 - maj 1911
- Lothar von Hortenstein: maj 1911 - december 1912
- Blasius Schemua: december 1912 - februar 1914
- Wenzel Wurm: februar 1914 - marec 1917
- Rudolf Kralicek: marec 1917 - september 1918
- Otto von Berndt (v.d.): september - oktober 1918
- Rudolf Kralicek: oktober - november 1918

Načelniki štaba (Stabchefs)
- Milan Grubic: oktober 1909 - avgust 1911
- Heinrich Wieden von Alpenbach: avgust 1911 - marec 1912
- Paul von Loefen: marec 1912 - junij 1915
- Johann Graf: junij 1915 - september 1918
- Waldemar Vogt: september - november 1918